# Rivetina dentata
Rivetina dentata es una especie de mantis de la familia Mantidae.

## Distribución geográfica
Se encuentra en Turkmenistán.